# Ядрена мина
Ядрена мина, или ядрен фугас, е ядрен боеприпас за създаване на ядрено-минни заграждения. Състои се от ядрен заряд, система за иницииране, предпазител, система за поставяне в готовност, източник на захранване.

## Описание
През времето на Студената война НАТО предлага да се създаде по границите на ФРГ и в нейната територия ядрен минен пояс, като зарядите се поставят на стратегически важни за придвижването на нападащите войски точки – на големи автопътища, под мостове (в специални бетонни кладенци) и т.н. Целта е при детонирането на всички заряди да бъде създадена зона на радиоактивно заразяване и труднопреодолими прегради, което да задържи придвижването на съветските войски за 2-3 денонощия. Използването на ядрени мини е признато за неефективно.

## В културата
Ядрено-минните заграждения фигурират в научнофантастичната повест „Обитаемият остров“ на А. и Б. Стругацки и във втората част на кинофилма „Обитаемый остров. Схватка“ на Фьодор Бондарчук по нейни мотиви.